# Unforgiven (альбом)
Unforgiven (с англ. — «Непрощённые») — первый студийный альбом южнокорейской гёрл-группы Le Sserafim. Выпущен 1 мая 2023 года после предрелизной рекламной кампании лейблом Source Music. Состоит из 13 песен, включая одноимённый заглавный трек, который был записан при участии Найла Роджерса.
После выпуска девушки провели индивидуальный шоукейс, на котором представили несколько песен из альбома. Также альбом продвигается на южнокорейских музыкальных шоу и коллабов с другими популярными исполнителями. Альбом получил широкую огласку и продался более миллиона раз в рамках предзаказа и сразу после выпуска, ещё раз, более миллиона раз, тем самым поставив несколько рекордов в карьере группы и всей южнокорейской музыкальной индустрии.

## История
16 марта 2023 года компания Source Music сообщила, что группа Le Sserafim выпустит новый альбом в начале мая.
3 апреля на YouTube-канале Hybe был опубликован тизер альбома, в котором группа объявила его название — Unforgiven и дату выхода — 1 мая. 10 апреля группа выпустила трейлер альбома, назвав его «Burn the Bridge». С 12 по 14 апреля девушки в социальных сетях опубликовали серии фотографий в рамках концепта альбома. 17 апреля на YouTube-канале Hybe было опубликовано семь тизеров песен, которые в конечном счёте попали в альбом. 18 апреля группа опубликовала треклист, благодаря которому стало известно, что альбом состоит из 13 песен, 6 из которых уже были выпущены ранее. 24 апреля на YouTube-канале Hybe было опубликовано ещё семь тизеров песен. В этот раз компания опубликовала ещё и видео-попурри всего альбома. 28 и 30 апреля Hybe опубликовал два тизера на музыкальный клип заглавного трека альбома.

### Выпуск
1 мая 2023 года выпуск первого студийного альбома группы Le Sserafim состоялся в форматах стриминга, цифровой дистрибуции и компакт-диска. В тот же день группа выпустила музыкальный клип на заглавный трек альбома «Unforgiven (feat. Nile Rodgers)».

## Продвижение

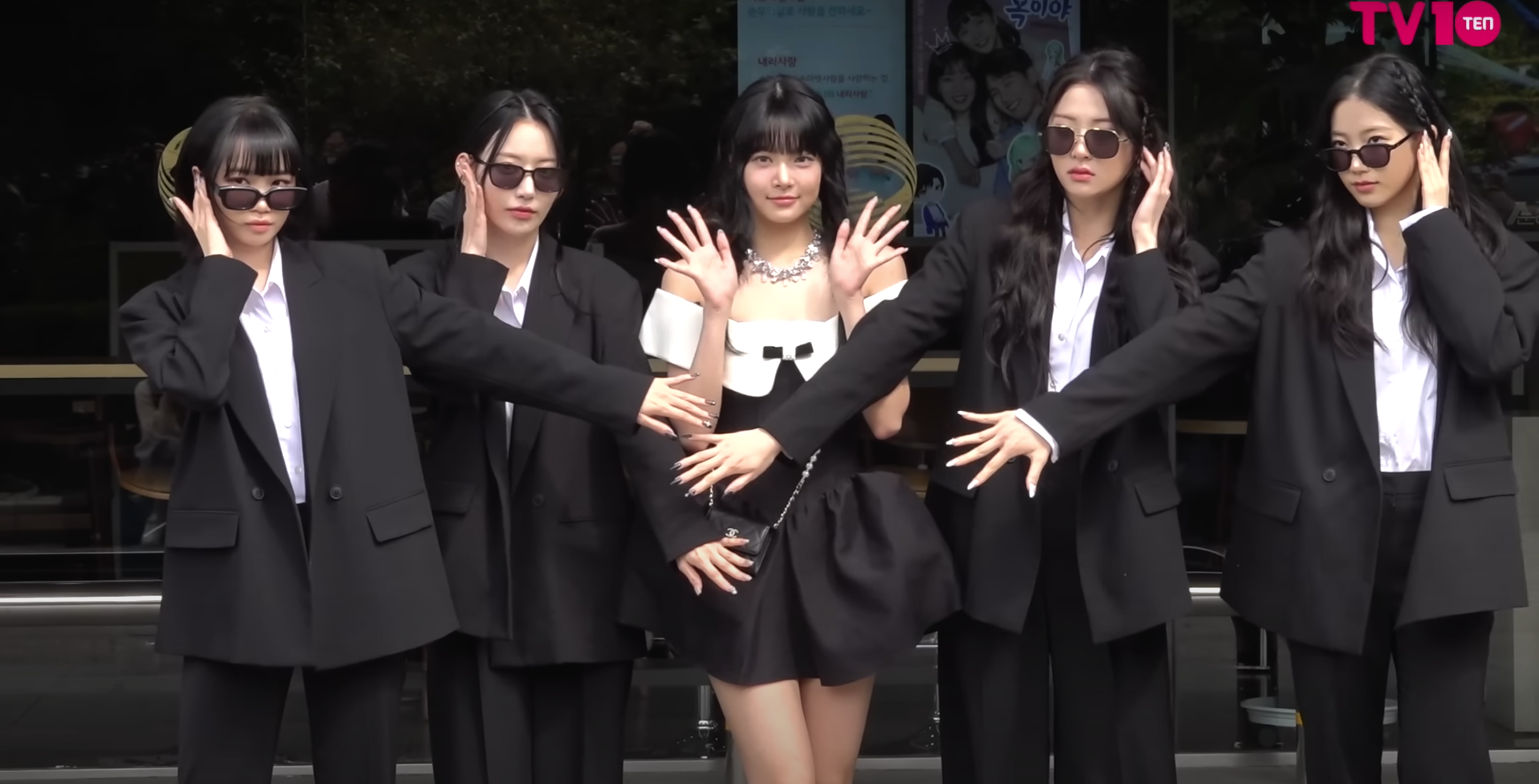
Группа с Ынчхэ в центре, прибывает на Music Bank. 12 мая 2023.

29 апреля 2023 года, за два дня до выпуска альбома, группа появилась на южнокорейском шоу Knowing Bros телеканала JBTC, где представила отрывок песни «Unforgiven». 1 мая, сразу после релиза, девушки провели шоукейс альбома в Сеуле, где представили несколько песен из альбома и ответили на вопросы журналистов. 2 мая Сакура и Казуха станцевали отрывок танца «Unforgiven» с Чимином из BTS. 4 и 5 мая коллектив выступил на южнокорейских шоу M! Countdown и Music Bank соответственно. 9 мая, выступив на The Show, группа забрала свою первую награду за альбом. 10 мая на Show Champion коллектив получил вторую награду. 11 мая группа выступила ещё раз на шоу M! Countdown, но в этот раз, соревнуясь с группой Seventeen, забрала ещё одну награду за первое место. 12 мая девушки (на илл.) ещё раз выступили на музыкальном шоу Music Bank и унесли с собой ещё одну награду за первое место в чарте шоу. 13 и 14 мая, выступив на Music Core и Inkigayo соответственно, группа забрала еще две награды.

## Коммерческий успех
11 апреля 2023 года YG Plus через СМИ сообщила, что меньше чем за неделю количество проданных копий альбома составило более 1 000 000 штук (в рамках предзаказа). А 28 апреля это число выросло до 1 380 000 штук. По данным Hanteo, за первый день продаж группа смогла продать более 1 030 000 физических копий альбома. Сообщается, что тем самым группа побила рекорд среди K-pop гёрл-групп, обойдя Blackpink с Born Pink. 14 мая альбом занял 6-е место в чарте Billboard 200, что сделало Le Sserafim единственной женской K-pop гёрл-группой, которая смогла так быстро попасть в топ-10 чарта Billboard 200.

## Тема и значение альбома
В музыкальном клипе заглавного трека Глэдис Йео из NME отметил ковбойские шляпы, бар, вертолётную площадку и Чхэвон, которая ездила верхом на лошади через обломки по пустому городу. Всё это ему напомнило вестерн-стиль. По мнению Тассии Ассис из новостного отдела Грэмми, «Unforgiven» отсылает слушателя к саундтреку Эннио Морриконе, записанного для фильма The Good, the Bad, and the Ugly в 1966 году. В тексте песни девушки чествуют всех непрощённых женщин и мужчин. Тассия также оценила ковбойские костюмы девушек. В последующих песнях девушки предстают перед слушателем такими, какие есть: «mess in distress» (с англ. — «несчастная бестолочь») и «vulnerably» (с англ. — «чувственный»).

## Критика
| Оценки критиков | Оценки критиков                         |
| Источник        | Оценка                                  |
| --------------- | --------------------------------------- |
| IZM             | (для «Unforgiven (feat. Nile Rodgers)») |

26 апреля 2023 года, после публикации группой нескольких отрывков из песен альбома, 4 музыкальных южнокорейских критика в прямом эфире обратили внимание на сходство мелодий отрывков с Antifragile и песнями испанской певицы Розалия. Ситуация быстро получила огласку в Твиттере, после чего нетизены уже подозревали группу в заимствовании хореографии, которую показывала Розалия, когда танцевала под песню «Chicken Teriyaki». 1 мая, на шоукейсе альбома, группа (в лице лидера, Ким Чхэвон) опровергла обвинения в плагиате, сказав:
«Песни и концепты группы — это оригинальные истории и послания, которые группа повествует в своих творениях. Именно поэтому мы будем признательны, если вы [люди] будете рассматривать наши произведения, как уникальные.»

## Композиция альбома
Unforgiven состоит из 13 треков, первые 6 из которых — некоторые синглы и би-сайды из раннее выпущенных двух мини-альбомов: Fearless и Antifragile.
| №                   | Название                                                                       | Автор(ы) | Продюсирование      | Длительность |
| ------------------- | ------------------------------------------------------------------------------ | --- | ------------------- | ------------ |
| 1.                  | «The World Is My Oyster» (версия 2023 года)                                    | Score (13) Megatone (13) Hybe | 13                  | 1:46         |
| 2.                  | «Fearless» (версия 2023 года)                                                  | Score (13) Megatone (13) Supreme Boi Blvsh Jaro Николай Мор «Hitman» Bang Oneye Джозефин Гленмарк Эмми Касаи Кайлер Нико Pau Destiny Rogers                                                                                         | 13                  | 2:48         |
| 3.                  | «Blue Flame» (версия 2023 года)                                                | Score (13) Megatone (13) Джонна Холл Gayoung (PNP) Ким Инхён Danke Ким Чхэвон Ronnie Icon Каролина Густавссон Ха Юнчжин | 13                  | 3:21         |
| 4.                  | «The Hydra»                                                                    | Score (13) Megatone (13) Hybe | 13                  | 1:44         |
| 5.                  | «Antifragile»                                                                  | Score (13) Megatone (13) Паулина Серрилла «Hitman» Bang Синтаро Ясуда Supreme Boi Изабеллы Лавстори Кайлер Нико Ronnie Icon Натали Бун Danke                                                                                        | 13                  | 3:04         |
| 6.                  | «Impurities»                                                                   | Score (13) Megatone (13) Джонна Холл Danke «Hitman» Bang Ха Юнчжин Дэниел «Obi» Кляйн Чарли Тафт Ким Чэа (153/Joombas) Мэгги Сабо Хейз Крамер Blvsh Jaro Николай Мор Пак Сангью (PNP) Чо Юнкён (PNP) Ли Хёнсок (PNP)                | 13                  | 3:16         |
| 7.                  | «Burn the Bridge»                                                              | Score (13) Megatone (13) Hybe | 13                  | 2:34         |
| 8.                  | «Unforgiven» (при участии Найла Роджерса)                                      | Score (13) Megatone (13) Supreme Boi Oneye Джозефин Гленмарк Андерс Гукко Анна Джудит Вик Нермин Харамбасик Benjmn Фели Ферраро Крис Джана Кайлер Нико Young Chance Belle Glenda Proby Макайла Джей Гарсия Believve Эннио Морриконе | 13                  | 3:02         |
| 9.                  | «No-Return (Into the Unknown)»                                                 | Score (13) Megatone (13) «Hitman» Bang Supreme Boi Дэниел «Obi» Кляйн Чарли Тафт Арине Карими Cazzi Opeia Young Chance Shorelle | 13                  | 3:04         |
| 10.                 | «Eve, Psyche and Bluebeard's Wife» (кор. 이브, 프시케 그리고 푸른 수염의 아내) | Score (13) Megatone (13) «Hitman» Bang Supreme Boi Майя Райт Макс Тулин Benjmn Густен Дальквист Арине Карими Ха Юнчжин Ли Хёнсок (PNP) Danke                                                                                        | 13                  | 3:05         |
| 11.                 | «Fearnot (Between You, Me and the Lamppost)» (кор. 피어나)                     | Score (13) Megatone (13) Jukjae Ха Юнчжин «Hitman» Bang Сакура Мияваки Ким Чхэвон Хон Ынчхэ Накамура Кадзуха | Ха Юнчжин 13 Jukjae | 3:26         |
| 12.                 | «Flash Forward»                                                                | Hiss Noise Алекс Карлссон Стиан Н. Олсен (Blueprint) Элиза Васильева «Hitman» Bang Danke Ли Хёнсок (PNP) | Hiss Noise          | 3:15         |
| 13.                 | «Fire in the Belly»                                                            | Score (13) Megatone (13) Кайлер Нико Паулина Чериллья Supreme Boi Анна Джудит Вик Нермин Харамбасик «Hitman» Bang | 13                  | 3:18         |
| Общая длительность: | Общая длительность:                                                            | Общая длительность: | Общая длительность: | 37:43        |

## Чарты

### Ежедневные чарты
| Чарт (2023)                               | Работа/Издание                               | Высшая позиция |
| ----------------------------------------- | -------------------------------------------- | -------------- |
| Мир (Стриминговый, Gaon)                  | «Unforgiven (feat. Nile Rodgers)»            | 2              |
| Мир (Стриминговый, Gaon)                  | «Eve, Psyche and Bluebeard's Wife»           | 17             |
| Мир (Стриминговый, Gaon)                  | «No-Return (Into the Unknown)»               | 25             |
| Мир (Стриминговый, Gaon)                  | «Fearnot (Between You, Me and the Lamppost)» | 36             |
| Республика Корея (Розничных продаж, Gaon) | В общем                                      | 1              |

### Еженедельные чарты
| Чарт (2023)                             | Работа/Издание                    | Высшая позиция |
| --------------------------------------- | --------------------------------- | -------------- |
| Великобритания (Скачиваний, OCC)        | Unforgiven                        | 86             |
| Новая Зеландия (RMNZ)                   | Unforgiven                        | 28             |
| Республика Корея (Oricon)               | Unforgiven                        | 1              |
| Республика Корея (Oricon)               | Unforgiven (версия для Weverse)   | 2              |
| США (Международной музыки, Billboard)   | Unforgiven                        | 8              |
| Япония (Oricon)                         | Unforgiven                        | 1              |
| Япония (Скачиваний, Oricon)             | Unforgiven                        | 1              |
| Япония (Горячая сотня, Billboard Japan) | Unforgiven                        | 1              |
| Мир (Billboard 200)                     | «Unforgiven (feat. Nile Rodgers)» | 61             |

## История релиза
| Регион           | Дата       | Формат                                     | Лейбл        | Ист.   |
| ---------------- | ---------- | ------------------------------------------ | ------------ | ------ |
| Мир              | 1 мая 2023 | Цифровая дистрибуция стриминг              | Source Music | [ 52 ] |
| Республика Корея | 1 мая 2023 | Цифровая дистрибуция стриминг компакт-диск | Source Music | [ 52 ] |
| Япония           | 1 мая 2023 | Цифровая дистрибуция стриминг              | EMI Records  | [ 52 ] |

### Комментарии
1. ↑  прошлым релизом Le Sserafim